# Hans Perttula
Hans Ensio Perttula, född 6 november 1910 i Haapavesi, död 6 februari 1988 i Esbo, var en finländsk agronom och ämbetsman.
Perttula, som var son till inspektorn Kyösti Perttula och Saimi Wickström, blev student 1931, agronom 1937 och agronomie- och forstkandidat 1938. Han var konsulent och byråchef vid Nylands finska lantbrukssällskap 1938–1942, byråchef vid lantbruksministeriet 1942–1945, avdelningschef 1945–1950, extra föredragande vid ministeriet 1951–1953, lantbruksråd 1953–1956 och generaldirektör för Lantbruksstyrelsen 1956–1971. Han var tillförordnad verksamhetsledare vid Nylands finska lantbrukssällskap 1940–1942 och byråchef vid socialministeriets prisavdelning 1950–1955. Han var lantbruksminister (opolitisk) i Rainer von Fieandts regering 1957–1958. Perttula utgav Lantbruksproduktionens inriktning i den närmaste framtiden (1946).